# ZAZEN BOYS
ZAZEN BOYS（ザゼン・ボーイズ）は、日本のロックバンド。所属レーベルはメンバーの向井が立ち上げたMATSURI STUDIO。

## メンバー

### 現メンバー
- 向井 秀徳（むかい しゅうとく、1973年10月26日（51歳）- ） ボーカル、ギター、キーボード担当。
- 吉兼 聡（よしかね そう、1974年8月6日（51歳）- ）ギター、サンプラー担当。右手に施された刺青がトレードマーク。通称「カシオマン」。
- 松下 敦（まつした あつし、1969年7月24日（56歳）- ）ドラム担当。2005年1月加入。通称「柔道二段・松下敦」。
- MIYA（みや、1979年12月30日（45歳）- ）ベース担当。2018年7月加入。

### 元メンバー
- アヒト・イナザワ （1973年6月6日（52歳）- ） ドラム担当。2004年12月脱退。
  - 通称「アピート・イナザワンテ」。脱退後は、VOLA & THE ORIENTAL MACHINEを結成。
- 日向 秀和（ひなた ひでかず、1976年12月4日（48歳）- ）ベース担当。2007年2月脱退。
  - 通称「町田のヤンキー」。脱退後は、在籍時から並行して参加していたストレイテナーや、脱退後に結成されたNothing's Carved In Stone他、様々なバンドで活動。
- 吉田 一郎（よしだ いちろう、1982年12月14日（42歳）- ） ベース担当。2007年3月加入。2017年12月脱退。
  - 脱退後は、吉田一郎不可触世界として活動中。

## 来歴
そもそもの成り立ちは、女性シンガーのhàlが2001年に発表したアルバム『ブルー』に収録されている『6階の少女』という曲をレコーディングするために、当時ナンバーガールのメンバーであった向井秀徳と54-71のメンバーが、hàlのバックバンドという形で結成したものである（後述の新生ZAZEN BOYS結成の際に向井は、54-71のメンバーと一席を設け、話を通したと言われている）。バンド名は向井秀徳の思い付きであるが、『見た目的に「Z」の文字の尖った感じがカッコいい』と語っている。
ナンバーガール解散後、向井秀徳が自らの求める音楽を実行するために、ナンバーガール時代からの盟友であるドラム、アヒト・イナザワと共に結成。まずこの二人にSEXY JOEなる謎のボーカリスト（その正体はくるりの岸田繁）を迎えた構成で、ローリング・ストーンズのトリビュート盤『IT'S ONLY ROCK'N ROLL (BUT WE LIKE IT LOVE)』に楽曲を提供。その後サポートメンバーとして、ベースに日向秀和（当時ART-SCHOOL、のちにストレイテナー加入）、ギターに吉兼聡（ルミナスオレンジサポートメンバー/元KICK'N THE LIONメンバー）を迎え本格的な活動を開始する。SEXY JOEの一時的な参加にみられるように、当初は向井とイナザワ以外のメンバーは流動的に変わる予定だったが、日向、吉兼とのセッションを経て『何か』を感じた向井はこのメンバーを固定とした。（後述）
向井はZAZEN BOYSの事を「法被を着たレッド・ツェッペリン」と例えている。ただし、これはレッド・ツェッペリンの音楽スタイルの模倣という意味ではなく、ツェッペリンの如く、それぞれの個性の集合体であるというバンドの概念を言い表すために用いた言葉である。
当時ART-SCHOOLのベーシストだった日向を向井が誘ったきっかけは、ダブ・バンドDRY&HEAVYのライブをたまたま一緒に見ていた際、「自分さ、あんくらい出せんの？」と向井が聞き、「出せますよ」と日向が答えたことだと言われている。日向は向井に挑発されたと思い、少しムキになって言ってしまったとインタビューで語っている。また、数日後に初めて向井、アヒトと行ったセッションは人生で一番緊張したとも語る。
2003年8月15日に開催されたライジング・サン・ロックフェスティバルで初のライブを行う。その後日向、吉兼が正式に加入。
2004年1月、1stアルバム『ZAZEN BOYS』をリリース。レコーディングの際にアルバムの雰囲気と合わなかった数曲を収録した、シングル『半透明少女関係』を同年2月にリリース。9月、2ndアルバム『ZAZEN BOYS II』をリリース。さらには、リリース前にネットラジオ「ZAZEN BO放送局」（全4回）を公式HPで配信するなど精力的に活動。兼ねてから向井と親交のあった宮藤官九郎の初監督映画、『真夜中の弥次さん喜多さん』では音楽を担当、メンバー全員での本編出演を果たした。12月30日のCOUNTDOWN JAPAN04/05のライブをもって、約10年間の活動を共にして来たアヒト・イナザワが脱退。後に脱退の理由として持病であるジストニアの影響でライブ演奏にも支障をきたすこともあり、向井が脱退するように告げたとされている。
2005年1月、ドラムに松下敦（元ズボンズメンバー・Buffalo Daughterサポートメンバー）が加入。4月、新宿LOFTにて松下敦の加入後初ライブを行う。その後、大阪で行われたライブの音源を自身の公式HPで無料配信、Apple 渋谷のオープン記念として、同年8月10日にライブイベントを行い、そのライブでの音源を向井自らMIXしiTunes Storeで販売するなど、新しい形の流通スタイルを積極的に取り入れ始める。7月にはシングル『HIMITSU GIRL'S TOP SECRET』をリリース。
2006年1月、3rdアルバム『ZAZEN BOYS III』をリリース。8月18日のライジング・サン・ロックフェスティバルでは、椎名林檎がゲストボーカルとして登場した。
2007年2月3日に、向井の日記にて日向の脱退が発表された。様々なバンドのメンバーである日向と時間の折り合いが付きにくくなった事で、向井が脱退するように告げたとされている。日向の脱退に合わせ、リリースされていなかった「感覚的にNG」のスタジオ音源が配信された。3月、ベースに吉田一郎（元「12939db」メンバー）が加入。6月16日、日比谷野外音楽堂にて吉田一郎の加入後初ライブを行った。12月にシングル『I Don't Wanna Be With You』をリリース。
2008年3月、兼ねてから親交のあるデイヴ・フリッドマン率いるタルボックス・ロード・スタジオ（Tarbox Road Studio）にて、ニューアルバム録音の為に渡米。同年9月に4thアルバム『ZAZEN BOYS 4』をリリース。
2012年9月、4年振りである5thアルバム『すとーりーず』をリリース。
2017年10月13日、年内で吉田が脱退することが発表される。12月13日、豊洲PITで行われたTOUR MATSURI SESSION最終日をもって脱退。
2018年5月、ベースに元BLEACH、現385のメンバーであるMIYAの参加を発表。数本のライブを経て、7月21日に正式加入した。
2024年1月、6thアルバム『らんど』をリリース。
結成当初から「MATSURI SESSION」と題したワンマンライブを精力的に開催している。

## ディスコグラフィー

### その他
- V.A - IT'S ONLY ROCK'N ROLL (BUT WE LIKE IT LOVE) （2003年3月12日、BFCA-84003）
  - ローリング・ストーンズのトリビュート盤。ZAZEN BOYS+SEXY JOE名義で、カヴァー曲「EMOTIONAL RESCUE」を提供。ボーカルをくるりの岸田繁が担当。
- 『カナリア』 オリジナル・サウンドトラック （2005年2月18日、SFS-012）
  - M14.「自問自答『カナリア』ミックス」
- 真夜中の弥次さん喜多さん ORIGINAL SOUNDTRACK (2005年4月13日、JACA-5023)
  - ZAZEN BOYSがバンド演奏で参加。エンディング・テーマは「MIDNIGHT YAJI×KITA 〜I Wanna Be Your Fuck〜」
- RYUKYUDISKO - PEEKAN （2006年7月26日、PLAT-10）
  - 「HIMITSU GIRL'S TOP SECRET」を大幅にサンプリングし再構成した楽曲「ZAZEN beats」を収録。
- V.A - 極東最前線2 （2008年7月23日、VPCC-84440）
  - eastern youth発案による同名のシリーズ・ライブで対バンしたバンドの曲を収録したコンピレーション。「Amayadori」を提供。
- DJ BAKU - JAPADAPTA（2009年5月2日、POP-115）
  - 「This is NORANEKO」を収録。
- Fantastic Plastic Machine - VERSUS. "JAPANESE ROCK VS FPM"（2010年8月4日、AVCD-38079）
  - 「I Don't Wanna Be With You」を収録。
- 『サッドソング・フォー・アグリードーター』 オリジナル・サウンドトラック （2011年6月22日、MSAL-0014）
  - 向井秀徳名義。
- DJやついいちろう - YATSUI FESTIVAL!（2013年6月12日、VICL-64028）
  - 「COLD BEAT」を収録。
- Deerhoof / Zazen Boys – Hitch-Hike / 無口なガール（2014年6月14日、DUM-DUM-003） ※ライブ会場限定販売
  - DeerHoofとのスプリット7inch。「無口なガール」を収録。

## ミュージックビデオ
| 監督     | 曲名 |
| 向井秀徳 | 「USODARAKE」「半透明少女関係」「CRAZY DAYS CRAZY FEELING」「HIMITSU GIRL'S TOP SECRET」「Friday Night」「I Don't Wanna Be With You」「Asobi」「WEEKEND」 |
| 村尾輝忠 | 「永遠少女」 |

## 主なライブ

### ワンマンライブ・主催イベント
- 2003年 - ZAZEN BOYS～開戦前夜のMATSURI SESSION
- 2004年 - MATSURI SESSION w/椎名林檎
- 2005年 - MATSURI SESSION
- 2006年 - MATSURI SESSION
- 2007年 - MATSURI SESSION
- 2008年 - MATSURI SESSION
- 2009年 - MATSURI SESSION
- 2010年 - MATSURI SESSION
- 2011年 - MATSURI SESSION
- 2012年 - MATSURI SESSION 2012
- 2013年 - MATSURI SESSION IN OKINAWA
- 2013年 - MATSURI SESSION
- 2014年 - MATSURI SESSION
- 2015年 - MATSURI SESSION
- 2016年 - MATSURI SESSION
- 2017年 - MATSURI SESSION
- 2018年 - MATSURI SESSION
- 2019年 - MATSURI SESSION
- 2019年 - MATSURI SESSION
- 2021年 - MATSURI SESSION w/ナンバーガール
- 2022年 - MATSURI SESSION
- 2023年 - MATSURI SESSION

### 出演イベント
- 2003年08月15日 - RISING SUN ROCK FESTIVAL 2003 in EZO
- 2003年09月22日 - ニューロック計画Vol.4
- 2004年07月20日 - smorgas×ZAZEN BOYS×JPC band 『TRIPLE TOUR '04 入道雲』
- 2004年08月01日 - FUJI ROCK FESTIVAL '04
- 2004年08月22日 - MONSTER baSH 2004
- 2004年12月30日 - COUNTDOWN JAPAN 04/05
- 2005年07月18日 - 2005 LIVE FACTORY 721
- 2005年08月06日 - ROCK IN JAPAN FESTIVAL 2005
- 2005年08月13日 - SUMMER SONIC 2005
- 2006年08月06日 - FESTA de RAMA 06
- 2006年08月18日 - RISING SUN ROCK FESTIVAL 2006 in EZO
- 2006年10月22日 - RAW LIFE'06
- 2006年12月31日 - COUNTDOWN JAPAN 06/07
- 2007年08月03日 - ROCK IN JAPAN FESTIVAL 2007
- 2007年11月30日 - CYCLONE 10TH ANNIVERSARY SPECIAL
- 2007年12月28日,29日 - COUNTDOWN JAPAN 07/08
- 2008年08月16日 - RISING SUN ROCK FESTIVAL 2008 in EZO
- 2008年08月29日 - LIQUID ROOM 4th ANNIVERSARY
- 2008年12月29日,30日 - COUNTDOWN JAPAN 08/09
- 2009年04月26日 - ARABAKI ROCK FEST.09
- 2009年06月06日 - TAICOCLUB'09
- 2009年07月25日 - FUJI ROCK FESTIVAL '09
- 2010年05月02日 - ARABAKI ROCK FEST.10
- 2010年05月16日 - JAPAN JAM 2010
- 2010年06月06日 - 頂 2010
- 2010年08月08日 - ROCK IN JAPAN FESTIVAL 2010
- 2010年08月14日 - RISING SUN ROCK FESTIVAL 2010 in EZO
- 2010年11月18日 - ∀ "3D" iLL × ZAZEN BOYS
- 2010年11月23日 - contrarede&WWW presents チャン・ギハと顔たち/ZAZEN BOYS/トクマルシューゴ
- 2010年12月28日 - COUNTDOWN JAPAN 10/11
- 2011年05月05日 - JAPAN JAM 2011
- 2011年05月22日 - MDT FESTIVAL 2011
- 2011年05月29日 - Rock on the Rock '11
- 2011年10月23日 - BOROFESTA 2011
- 2011年12月29日 - COUNTDOWN JAPAN 11/12
- 2012年03月24日 - te'リリースツアー『波間に揺らぐ世界が、観測者の現れによってひとつの像を結ぶように、音楽は発信者の理念と、感受する聴衆の両者が交感してこそ、初めて美が具現化する。』
- 2012年08月04日 - ROCK IN JAPAN FESTIVAL 2012
- 2012年09月08日 - BAYCAMP 2012
- 2012年09月16日 - alternative tokyo
- 2012年12月29日 - COUNTDOWN JAPAN 12/13
- 2013年01月19日 - モテキナイツ
- 2013年01月22日 - Analogfish x ZAZEN BOYS
- 2013年03月09日 - SYNCHRONICITY'13
- 2013年03月16日 - MUSIC CUBE 13
- 2013年03月19日 - MINE☆ROCK FESTIVAL in 高知
- 2013年03月20日 - SANUKI ROCK COLOSSEUM
- 2013年04月13日 - GAL presents「PR -2man series-」
- 2013年04月19日 - QUATTRO MIRAGE VOL.6
- 2013年04月26日 - ドレスコーズ VS ZAZEN BOYS
- 2013年04月27日 - ARABAKI ROCK FEST.13
- 2013年08月02日 - ROCK IN JAPAN FESTIVAL 2013
- 2013年08月09日 - WE LOVE TO PLAY ON THE BEACH! 2013
- 2013年08月13日 - Shibuya CLUB QUATTRO 25th Anniversary "QUATTRO QUARTER"
- 2013年08月17日 - RISING SUN ROCK FESTIVAL 2013 in EZO
- 2013年08月21日 - PROPAGANDA TOKYO×NATSUMEN presents xxx Endless Summer Jam Special xxx
- 2013年09月07日 - BAYCAMP 2013
- 2013年09月14日 - AOMORI ROCK FESTIVAL '13 ～夏の魔物～
- 2013年09月21日 - GUNMA ROCK FESTIVAL 2013
- 2013年10月01日 - FLOWER FLOWER 自主企画"インコの群れ"
- 2013年10月05日 - PACKaaaN!!!
- 2013年10月26日 - BOROFESTA 2013
- 2013年12月20日 - SHURE LIVE with GLX-D/BLX ワイヤレス -FREE from cables!-
- 2013年12月29日 - COUNTDOWN JAPAN 13/14
- 2014年02月05日 - MINE☆ROCK CARNIVAL
- 2014年02月25日 - シノキユウコ presents 宇宙旅行 vol.3
- 2014年03月15日 - alternative tokyo
- 2014年04月05日 - Yuya Tsuji Presents ETERNAL ROCK CITY.2014
- 2014年04月11日 - nest presents 「ザゼンとオウガ」
- 2014年05月03日 - JAPAN JAM 2014
- 2014年06月09日 - KING BROTHERS presents「喧嘩記念日5days×渋谷トウセンビル炎上」
- 2014年06月14日,15日 - DUM-DUM PARTY2014
- 2014年06月28日 - 思いがけない夜 vol.4
- 2014年08月09日 - ROCK IN JAPAN FESTIVAL 2014
- 2014年08月27日 - MOROHA presents 怒濤 第一回
- 2014年09月26日 - 宮川企画「マイセルフ、ユアセルフ」」
- 2015年08月01日 - ROCK IN JAPAN FESTIVAL2015
- 2016年08月07日 - ROCK IN JAPAN FESTIVAL2016
- 2017年08月12日 - ROCK IN JAPAN FESTIVAL2017